# Толгай Арслан
Толгай Арслан (нім. Tolgay Arslan, нар. 16 серпня 1990, Падерборн) — німецький футболіст турецького етнічного походження, півзахисник клубу «Мельбурн Сіті».
Виступав, зокрема, за клуби «Гамбург», «Бешікташ» та «Фенербахче», «Удінезе», а також молодіжну збірну Німеччини.

## Клубна кар'єра
Народився 16 серпня 1990 року в місті Падерборн. Вихованець місцевої футбольної команди «Грюн-Вайс», а з 2003 року — академії дортмундської «Боруссії».
У дорослому футболі дебютував 2009 року виступами за команду клубу «Гамбург». Відіграв за гамбурзький клуб п'ять сезонів своєї ігрової кар'єри з перервою на сезон 2010/11, протягом якого грав на умовах оренди за «Алеманію» (Аахен).
До складу клубу «Бешікташ» приєднався 2015 року. Відтоді встиг відіграти за стамбульську команду 24 матчі в національному чемпіонаті, здобувши разом з партнерами по команді титул чемпіона Туреччини в сезоні 2015/16. 
31 січня 2019 року стався перехід зі складу «Бешікташу» до складу «Фенербахче». Сума трансфера склала 3,2 млн. євро. 
Наступного сезона на правах вільного агента приєднався до складу «Удінезе».
Влітку 2023 року залишив «Удінезе» в статусі вільного агента приєднався до «Мельбурн Сіті».

## Виступи за збірні
2011 року залучався до складу молодіжної збірної Німеччини. На молодіжному рівні зіграв у 4 офіційних матчах.

## Титули і досягнення
- Чемпіон Туреччини (2):

«Бешікташ»: 2015-2016, 2016-2017
- Володар Суперкубка Японії (1):

«Санфречче Хіросіма»: 2025